# Andreas Wolf (Mediziner)
Andreas Wolf (auch Wolff, latinisiert zu Andreas Wolfius bzw. Wolffius; * 25. März 1615 in Jena; † 12. Mai 1661 in Meiningen) war ein deutscher Mediziner.

## Leben
Andreas Wolf war der Sohn des Jenaer Professors Michael Wolf und dessen Ehefrau Anna Wilke, Tochter des Rektors am Gymnasium in Gotha Andreas Wilke. Er immatrikulierte sich an der medizinischen Fakultät der Universität Jena und erlangte die Doktorwürde am 3. August 1643 an der Universität Marburg. Danach wirkte er als hessen-darmstädtischer Leibarzt in Schmalkalden und hennebergischer Provinzialarzt in Meiningen. Am 30. Dezember 1652 wurde er als Mitglied (Matrikel-Nr. 11) in die Academia Naturae Curiosorum, die heutige Leopoldina, aufgenommen. Andreas Wolf war verheiratet mit Anna Catharina Hanwackerin, gebürtig aus Wasungen. Aus der Ehe stammt ein Sohn, Johann Hieronymus, welcher aber bereits mit 13 Jahren 1657 im Gymnasium in Gotha starb.